# Собор Спасителя (Альбаррасин)
Собор Спасителя в Альбаррасине (исп. Catedral del Salvador de Albarracín) — католическая церковь, расположенная в испанском городе Альбаррасин. Является частью исторического ансамбля Альбаррасина.

## История
Собор расположен на развалинах древнего храма, построенного в конце XII века в романском стиле. Возведение собора началось в 1572 году и было окончено к 1600 году, когда была достроена его колокольня.

## Описание

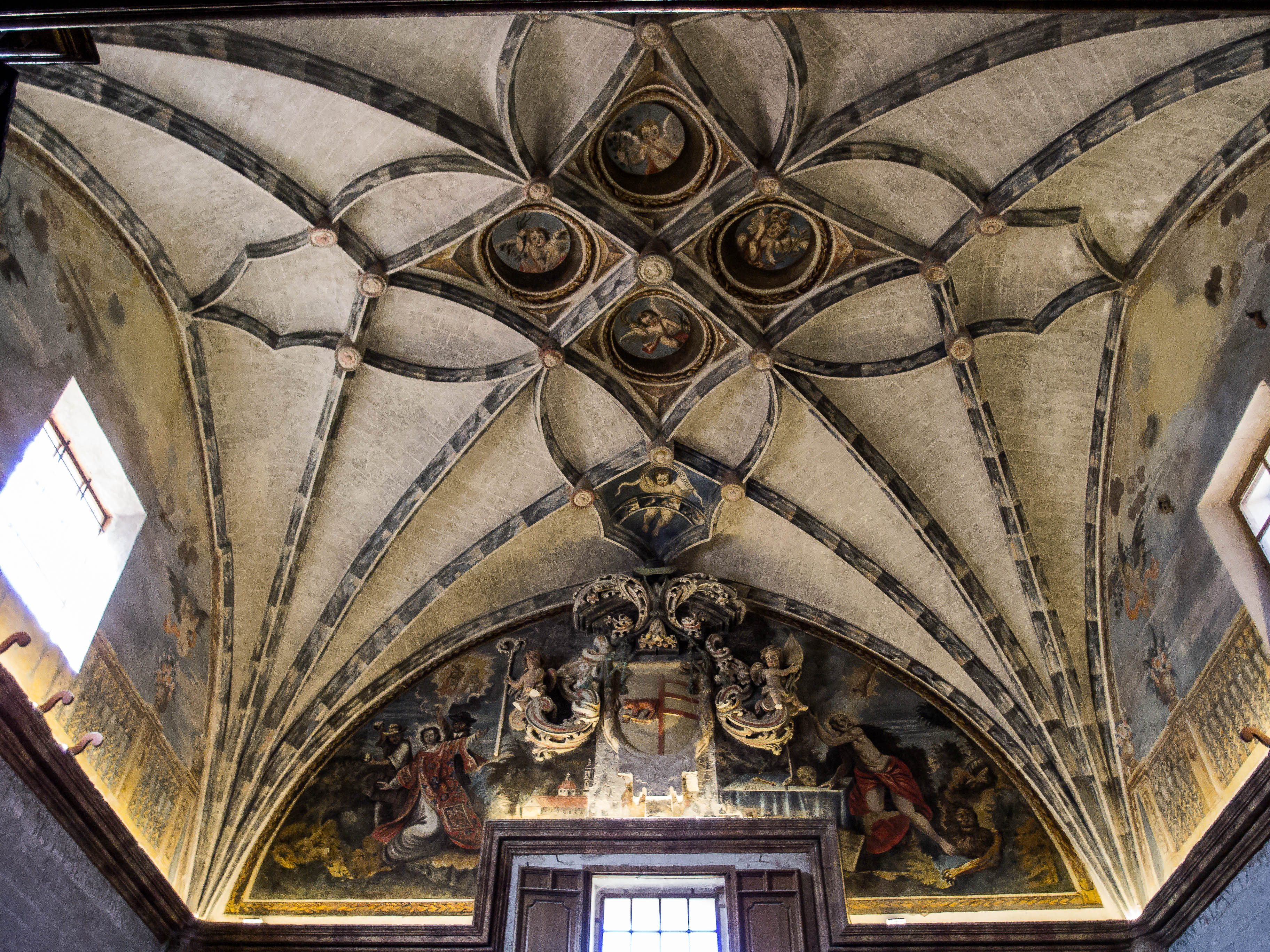
Свод нефа собора

Здание собора расположено в центре Альбаррасина. Собор состоит из одного широкого нефа, свод которого украшен готическими узорами.